# 始皇帝暗殺
『始皇帝暗殺』（しこうていあんさつ、原題：荊軻刺秦王）は、中国・日本・フランスの合作による1998年制作の歴史映画である。

## 概要
残虐な暴君として描かれがちだった始皇帝を、一人の悩める人間として描いた作品であり、彼を取り巻く人物の人間模様と後に史記で語られることになる虐殺と粛清の背景が物語の中心となっている。

## あらすじ
紀元前3世紀・戦国時代の中国。依頼を受けた1人の刺客が刀匠の一家を皆殺しにした。最後に盲目の娘を殺した刺客は、自らの生業のむなしさを悟る。刺客の名は荊軻といった。一方、後に始皇帝となる秦王・政は天下統一の事業を進めていた。政が趙の人質だったころからの幼馴染であり、今は自分が秦の人質となっている趙姫は、政と互いに惹かれあっていたが、秦の攻撃で趙に戦火が及び故郷の地で殺戮が繰り広げられることを恐れてもいた。そこで政と謀って、同じく幼馴染で秦の人質となっており、また政を激しく憎んでいる燕の太子・丹を唆して逃亡させた上で秦王暗殺を仕向けさせ、それを利用して趙・燕を含むすべての国々を無血降伏に追い込むという計略を立てる。丹とともに燕に着いた趙姫はそこで荊軻と運命の出逢いを果たす……。

## キャスト
| 役名                   | 俳優                         | 日本語吹替 |
| ---------------------- | ---------------------------- | ---------- |
| 趙姫                   | 鞏俐（コン・リー）           | 佐々木優子 |
| 荊軻                   | 張豊毅（チャン・フォンイー） | 池田勝     |
| 秦王・政（後の始皇帝） | 李雪健（リー・シュエチエン） | 沢木郁也   |
| 燕丹                   | 孫周（スン・チョウ）         | 二又一成   |
| 樊於期                 | 呂暁禾（リュイ・シャオホ）   | 広瀬正志   |
| 嫪毐（長信侯）         | 王志文（ワン・チーウェン）   | 田原アルノ |
| 呂不韋                 | 陳凱歌（チェン・カイコー）   | 辻親八     |
| 母后                   | 顧永菲（クー・ヨンフェイ）   | 達依久子   |
| 高漸離                 | 趙本山（チャオ・ペンシャン） | 西村知道   |
| 秦舞陽                 | 丁海峰（ティン・ハイフォン） | 中多和宏   |
| 盲目の少女             | 周迅（ジョウ・シュン）       | 紗ゆり     |

## スタッフ
- 監督：陳凱歌（チェン・カイコー）
- 製作総指揮：韓三平（ハン・サンピン）、角川歴彦、古川博三
- 製作：陳凱歌（チェン・カイコー）、高秀蘭（シャーリー・カオ）、井関惺
- 脚本：陳凱歌（チェン・カイコー）、王培公（ワン・ペイコン）
- 撮影：趙非（チャオ・フェイ）
- 美術：屠居華（トゥ・チュイホワ）
- 録音：陶経（タオ・チン）
- 編集：周新霞（チョウ・シンシア）
- 音楽：趙季平（チャオ・チーピン）
- 衣装：莫小敏（モゥ・シャオミン）
- 主題歌プロデュース：小室哲哉
- 主題歌：Ring  「PRIVATE PARADISE」

## マルチメディア展開
上映に合わせ、角川書店よりノベライズ版（著者は荒俣宏、ISBN 978-4041690321）とコミック版（作画担当は皇なつき、ISBN 978-4048529860）が発売された。